# 192e division d'infanterie (Empire allemand)
Pour les articles homonymes, voir 192e division d'infanterie.
La 192e division d'infanterie est une unité de l'armée allemande créée en 1915 qui participe à la Première Guerre mondiale. Elle fait son baptême du feu en Champagne en septembre 1915. Par la suite, la division se trouve sur le front de Verdun et prend part au cours du mois de mars 1916 à la bataille de Verdun sur la rive gauche de la Meuse. Durant l'année 1916 et jusqu'au printemps 1918, la division reste stationnée sur le front de Verdun.
En mai 1918, la division est transférée sur la Somme et combat lors de la bataille de Picardie, elle est ensuite transférée dans le saillant de Saint-Mihiel jusqu'au mois de septembre où elle est contrainte devant l'offensive américaine d'évacuer la position. Elle occupe ensuite des positions dans les Ardennes. Après la signature de l'armistice, elle est transportée en Allemagne et dissoute au cours de l'année 1919.

## Création
- juin 1915 : création de la 192e brigade d'infanterie
- 22 août 1916 : transformée en 192e division d'infanterie

## Première Guerre mondiale

### Composition

#### 1915 - 1916
- 192e brigade d'infanterie

192e régiment d'infanterie
193e régiment d'infanterie
25e régiment d'infanterie bavaroise
- 1 escadron de Landwehr (1916)
- 192e régiment d'artillerie (3 batteries)
- 192e compagnie de pionniers

#### 1917
- 192e brigade d'infanterie

192e régiment d'infanterie
183e régiment d'infanterie
245e régiment d'infanterie de réserve
- 1 escadron du 1er régiment de hussards saxons de réserve
- 192e commandement d'artillerie divisionnaire

192e régiment d'artillerie (9 batteries)
- 192e bataillon de pionniers

#### 1918
- 192e brigade d'infanterie

192e régiment d'infanterie
183e régiment d'infanterie
245e régiment d'infanterie de réserve
- 1 escadron du 18e régiment de hussards de réserve
- 192e commandement d'artillerie divisionnaire

192e régiment d'artillerie (9 batteries)
58e bataillon saxon d'artillerie à pied
- 192e bataillon de pionniers

### Historique
la 192e brigade d'infanterie puis la 192e division d'infanterie est composée du 192e régiment d'infanterie issu de la 32e division d'infanterie, du 193e régiment d'infanterie issu de la 13e division de réserve et du 25e régiment d'infanterie bavaroise issu de la 4e division d'infanterie bavaroise.

#### 1915
- septembre : les régiments sont réunis en Champagne.
- 27 septembre - début octobre : engagée dans la bataille de Champagne autour de la route reliant Souain et Sommepy[n 1].
- octobre - novembre : occupation d'un secteur dans la région de Souain.
- décembre : retrait du front, repos dans la région de Bignicourt et de Machault.

#### 1916
- janvier : mouvement vers le front, occupation d'un secteur en Champagne.
- 21 janvier - 4 mars : retrait du front, repos dans la région de Montcornet.
- 4 - 18 mars : travaux défensifs sur le front dans le secteur de Laon.
- 19 mars - 22 août : mouvement vers Verdun, engagée sur la rive gauche de la Meuse à partir du 22 mars dans la bataille de Verdun en relevant la 11e division d'infanterie bavaroise vers Malancourt et le bois d'Avocourt[1]. La division participe à la prise du bois d'Avocourt avec de lourdes pertes.

fin mars - août : occupation de ce même secteur en alternance avec la 11e division d'infanterie bavaroise, impliquée dans des actions locales.
- 22 août - fin septembre : mouvement de rocade toujours sur le front de Verdun, sur la rive droite de la Meuse. À partir du 28 août, occupation d'un secteur entre Douaumont et Fleury-devant-Douaumont.

3, 9 septembre : attaques françaises, pertes importantes à la 192e division d'infanterie.
- octobre : retrait du front, la division est réorganisée. le 25e régiment de réserve est transféré à la 14e division d'infanterie royale bavaroise et remplacé par le 245e régiment d'infanterie de réserve issu de la 54e division de réserve. Le 193e régiment d'infanterie est remplacé par le 183e régiment d'infanterie à la 183e division d'infanterie. Le recrutement de la division est entièrement saxon[1].
- novembre - 31 décembre : occupation d'un secteur à l'est de Bezonvaux.

#### 1917
- 1er janvier - 10 décembre : occupation d'un secteur dans la région de Bezonvaux, secteur calme. Engagée au cours du mois d'août dans la bataille de Verdun.
- décembre 1917 - janvier 1918 : mouvement de rocade, occupation d'un secteur vers la cote 344.

#### 1918
- janvier - 15 avril : occupation de secteur sur le front de Verdun, vers la cote 344.
- 15 avril - 9 mai : retrait du front, repos et instruction.
- 10 mai - 7 août : transport par V.F. sur la Somme. À partir du 19 mai, relève de la 200e division d'infanterie[2] au sud-est de Rouvrel.
- 8 - 11 août : engagée dans la bataille de Picardie, elle subit des pertes importantes.
- 12 - 25 août : retrait du front, marche par Rosières, Athies, Saint-Quentin pour rejoindre Origny-en-Thiérache[2].
- 25 - 27 août : transport par V.F. par Ribemont, Crécy-au-Mont, Mortiers, Marle, Charleville, Sedan, Montmédy, Longuyon, Metz pour atteindre Chambley-Bussières[2].
- 28 août - 22 septembre : mouvement vers le front, occupation d'un secteur dans le haut du saillant de Saint-Mihiel. Du 12 au 13 septembre, engagée dans la bataille de Saint-Mihiel[2].
- 23 septembre - 22 octobre : mouvement de rocade, occupation d'un secteur dans la région de Bezonvaux.
- 22 octobre - 11 novembre : mouvement dans la région de Étraye. Après la signature de l'armistice, la division est transférée en Allemagne où elle est dissoute au cours de l'année 1919.

## Chefs de corps
| Grade           | Nom                                 | Date                              |
| --------------- | ----------------------------------- | --------------------------------- |
| Generalmajor    | Woldemar Vitzthum von Eckstädt (de) | 9 juin 1916 - 14 avril 1917       |
| Generalmajor    | Otto Löffler                        | 14 avril 1917 - 11 septembre 1918 |
| Generalleutnant | Max Leuthold (de)                   | 12 septembre 1918 - 1919          |